# Anochetus minans
Anochetus minans är en myrart som beskrevs av Mann 1922. Anochetus minans ingår i släktet Anochetus och familjen myror. Inga underarter finns listade i Catalogue of Life.